# پوپووو (گمینا لیپنو)
پوپووو (به لهستانی:  Popowo) یک روستا در لهستان است که در گمینا لیپنو (استان کویافسکو-پومورسکی) واقع شده‌است.